# Chui Man Fai
Chui Man Fai es un deportista hongkonés que compitió en esgrima en silla de ruedas. Ganó dos medallas en los Juegos Paralímpicos de Atlanta 1996.

## Palmarés internacional
| Juegos Paralímpicos | Juegos Paralímpicos      | Juegos Paralímpicos | Juegos Paralímpicos |
| Año                 | Lugar                    | Medalla             | Prueba              |
| ------------------- | ------------------------ | ------------------- | ------------------- |
| 1996                | Atlanta (Estados Unidos) | Medalla de oro      | Espada por equipos  |
| 1996                | Atlanta (Estados Unidos) | Medalla de plata    | Sable por equipos   |